# 올림푸스 OMD E-M5
OM-D E-M5(영어: Olympus OM-D E-M5)은 2012년 5월 출시된 올림푸스의 첫 고급형 미러리스 렌즈 교환식 카메라이다. OM-D는 올림푸스가 과거 판매하였던 필름카메라 OM 시리즈의 디지털 복각 버전이며, 거의 동일한 디자인을 가지고 있다. 기존 PEN 시리즈와의 차이점으로는 PEN 시리즈에서는 외장형으로만 사용할 수 있었던 전자식 뷰파인더를 바디에 내장하였고, 타사의 플래그십 기종에 맞먹는 방진 방적, 세계 최초의 5축 보정 장치 탑재 등으로 기존의 보급형이라고만 인식되던 미러리스를 전문가용으로 출시한 변환기적 기종이다.

## 갤러리

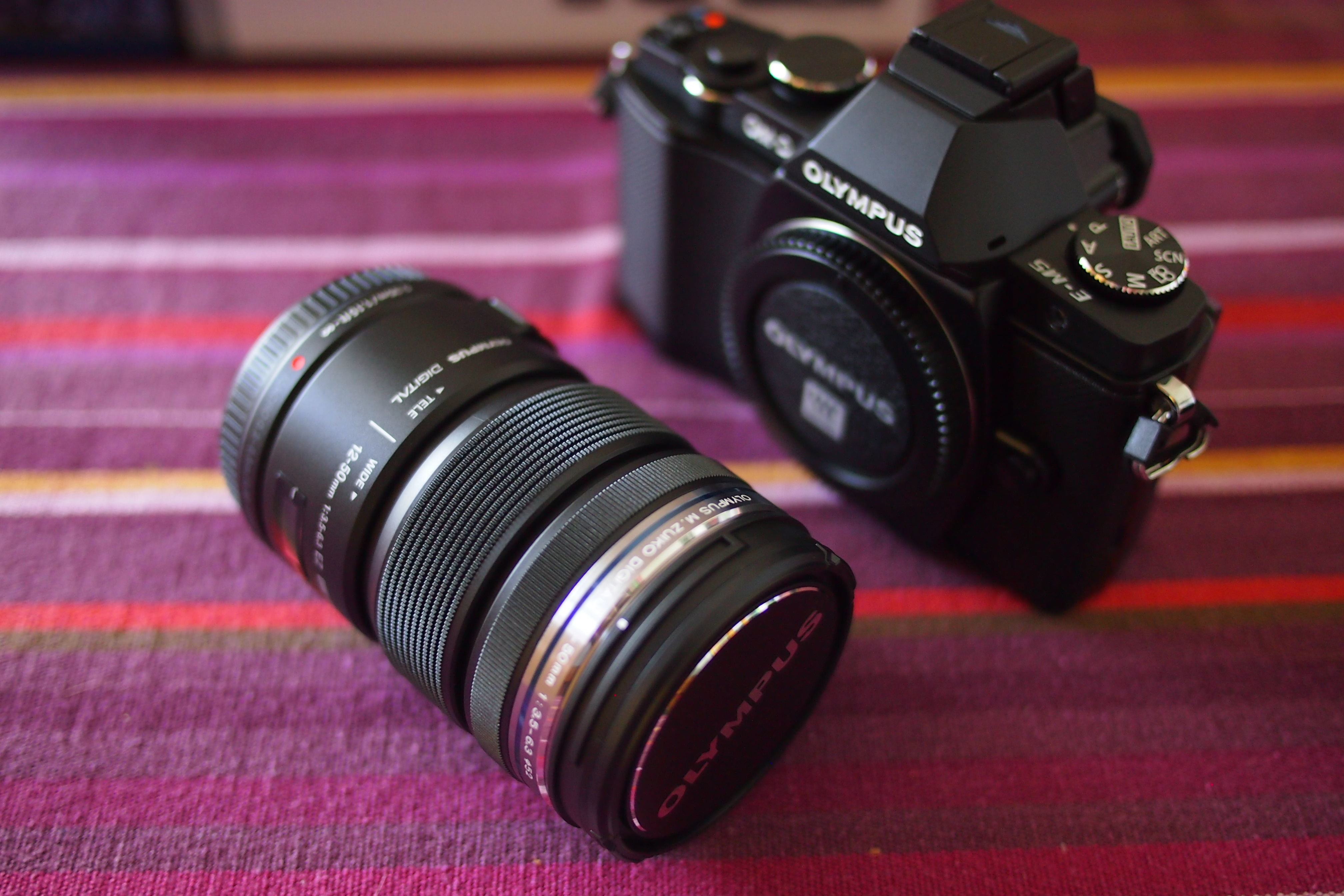
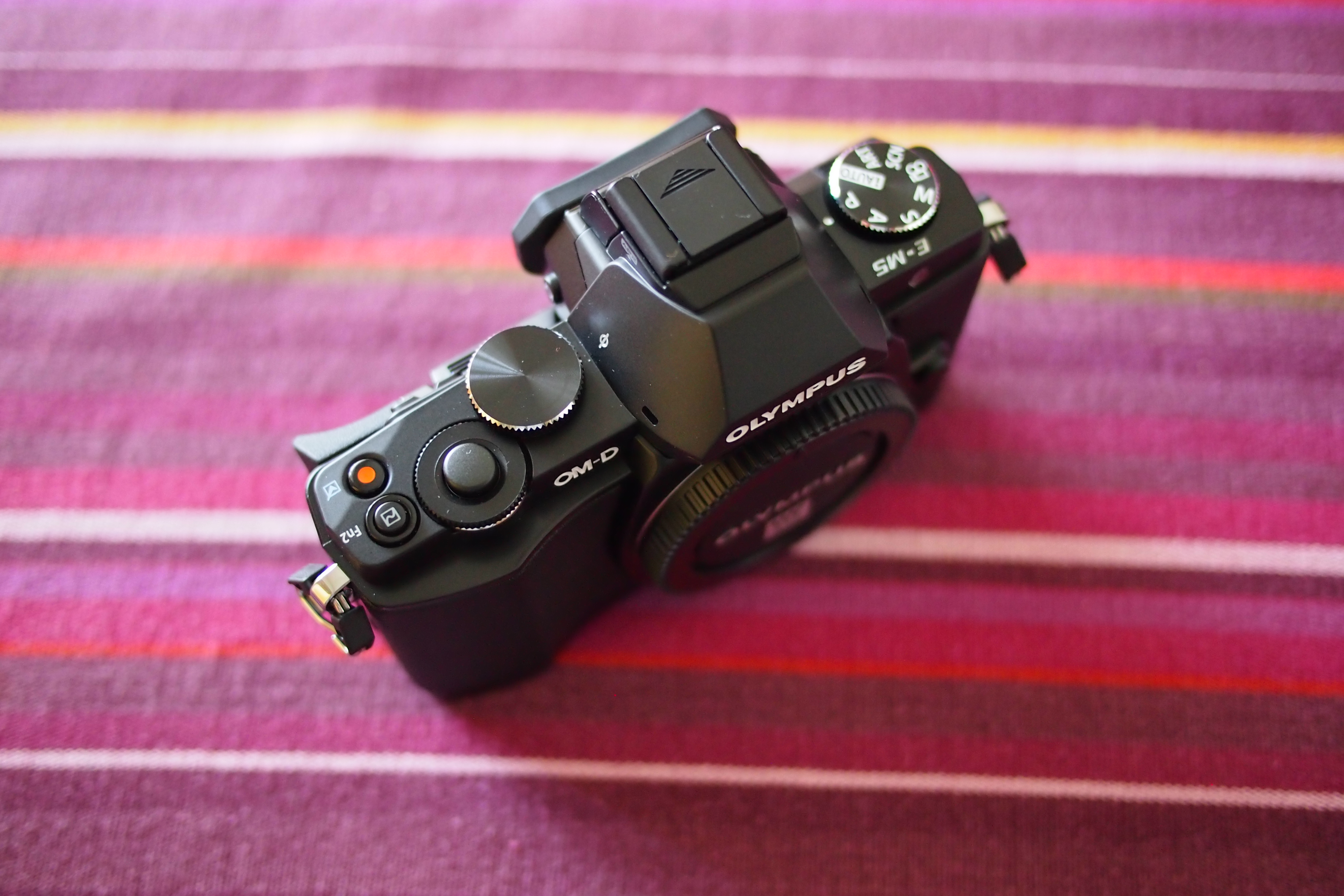
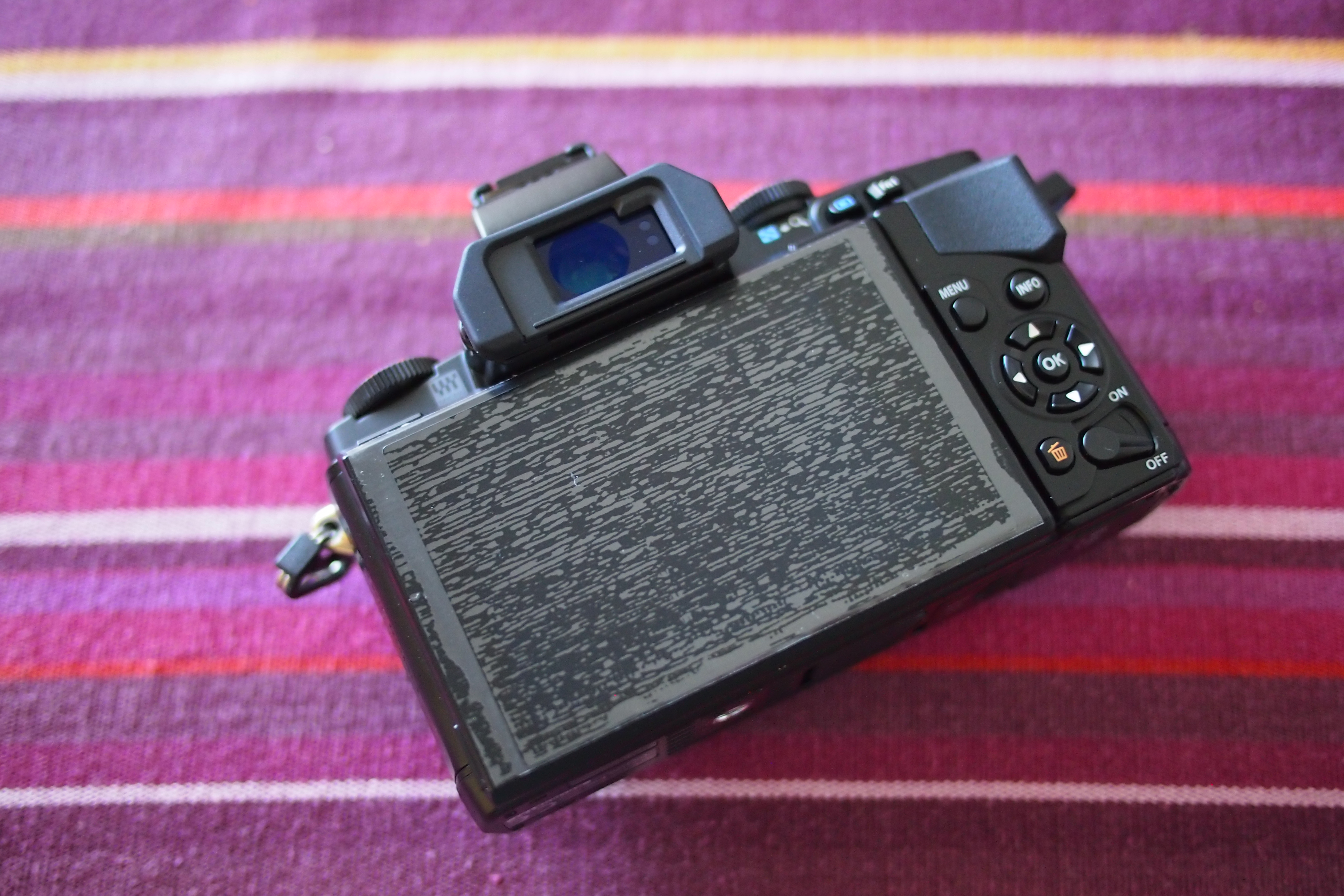
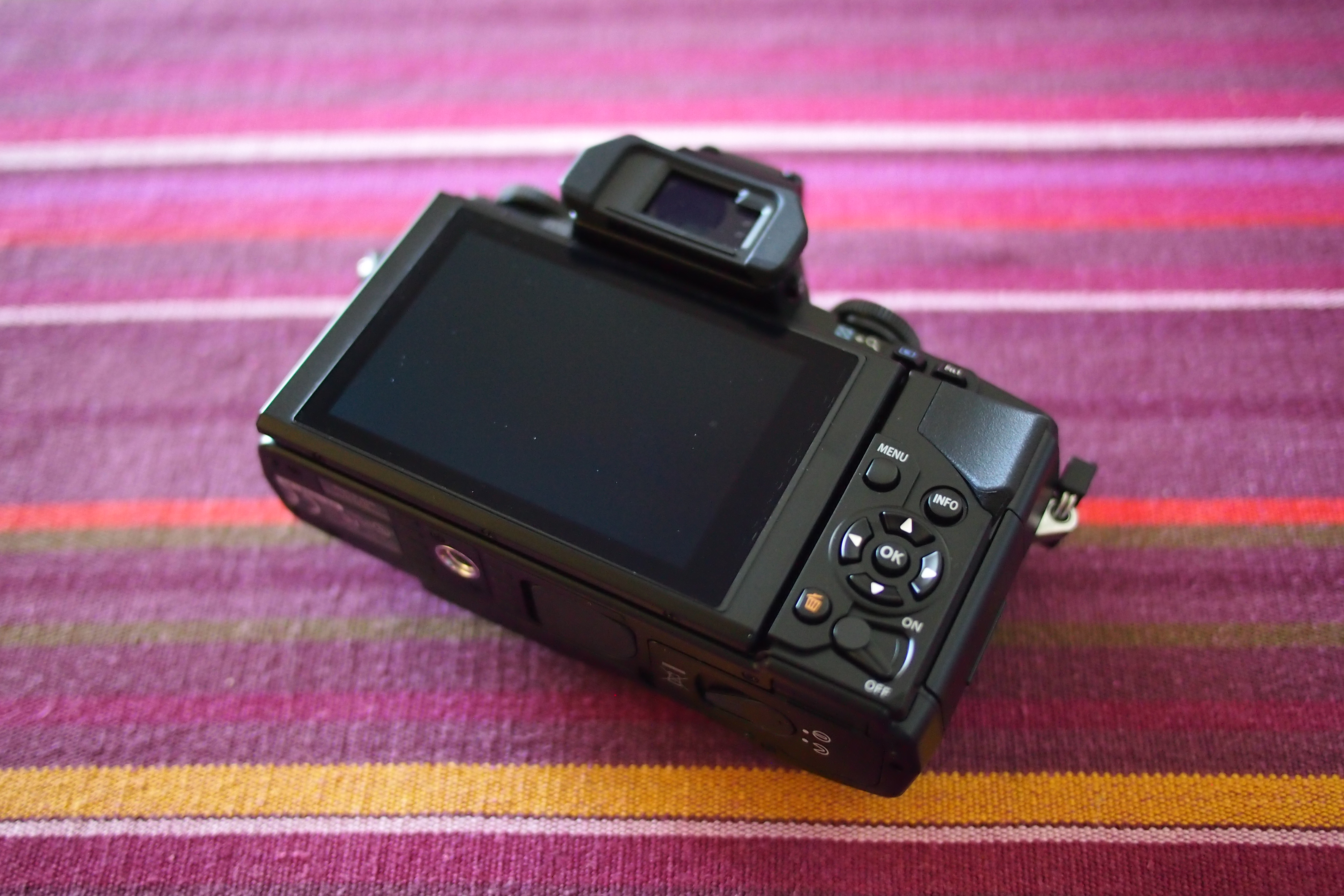
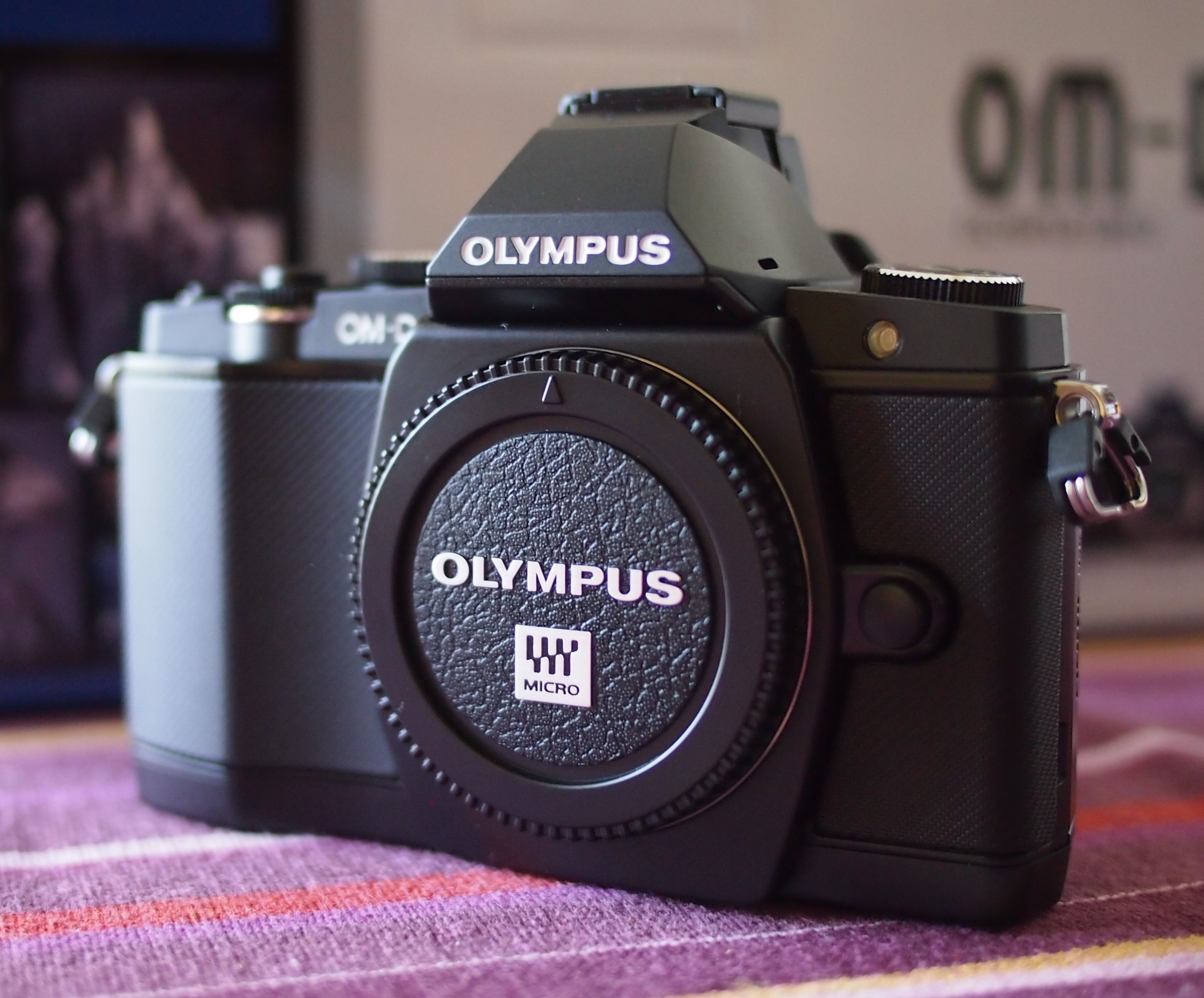
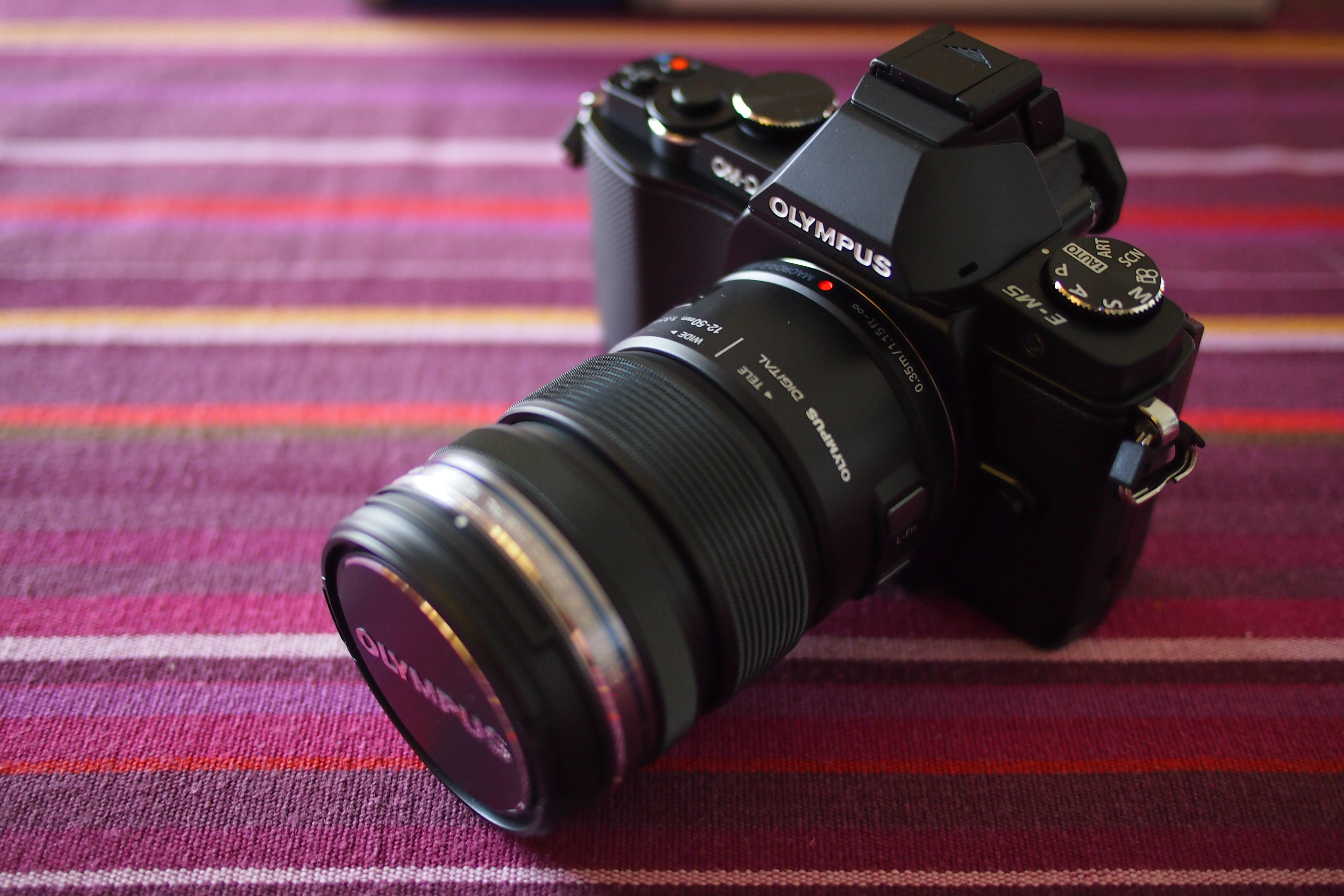

## 같이 보기
- 마이크로 포서즈 시스템
- 미러리스 카메라